# ويليام أندرسون بلاك
ويليام أندرسون بلاك هو سياسي كندي، ولد في 9 أكتوبر 1847 في كندا، وتوفي في 1 سبتمبر 1934. حزبياً، نشط في حزب كندا المحافظ.

## مناصب
- انتخب Member of the Legislative Assembly [الإنجليزية]‏ نوفا سكوشا (15 مارس 1894 – 19 أبريل 1897).
- انتخب وزير المسامك والمحيطات [الإنجليزية]‏ (29 يونيو 1926 – 12 يوليو 1926).
- انتخب Minister of Railways and Canals [الإنجليزية]‏ (13 يوليو 1926 – 24 سبتمبر 1926).
- انتخب عضو مجلس العموم الكندي عن دائرة هاليفاكس [الإنجليزية]‏ (5 ديسمبر 1923 – 1 سبتمبر 1934).